# Aeropuerto Cherif Al Idrissi
El Aeropuerto Cherif Al Idrissi está ubicado en Alhucemas, Marruecos (IATA: AHU, OACI: GMTA).
El aeropuerto recibe su nombre del antiguo geógrafo y cartógrafo musulmán Al-Idrisi. 

## Aerolíneas y destinos

### Destinos nacionales
| Ciudades   | Aeropuerto                          | Aerolíneas      |
| Marruecos  | Marruecos                           | Marruecos       |
| ---------- | ----------------------------------- | --------------- |
| Casablanca | Aeropuerto Internacional Mohammed V | Royal Air Maroc |
| Tánger     | Aeropuerto de Tánger-Ibn Battuta    | Royal Air Maroc |
| Tetuán     | Aeropuerto de Tetuán-Sania Ramel    | Royal Air Maroc |

### Destinos internacionales
| Ciudades por países | Nombre del aeropuerto           | Aerolíneas                   |
| Europa              | Europa                          | Europa                       |
| ------------------- | ------------------------------- | ---------------------------- |
| Bélgica             |                                 |                              |
| Bruselas            | Aeropuerto de Bruselas-National | TUI fly Belgium              |
| Países Bajos        |                                 |                              |
| Eindhoven           | Aeropuerto de Eindhoven         | TUI fly Belgium (Estacional) |
| Róterdam            | Aeropuerto de Róterdam-La Haya  | Transavia                    |

## Estadísticas
Ver fuente y consulta Wikidata.